# Archilopsis unipunctata
Archilopsis unipunctata är en plattmaskart som först beskrevs av Fabricus 1826, och fick sitt nu gällande namn av Martens och Curini-Galletti 1994. Archilopsis unipunctata ingår i släktet Archilopsis och familjen Monocelididae. Arten är reproducerande i Sverige. Inga underarter finns listade i Catalogue of Life.